# Чукотско полуострво
Чукотско полуострво, или једноставније Чукотка, је полуострво у Русији. Налази се у североисточној Азији између Чукотског и Беринговог мора одвојено од Северне Америке Беринговим морезуом. 
Његова најисточнија тачка је рт Дежњев, уједно је и најисточнија тачка Азије. У рељефу полуострва превладавају куполаста узвишења. Највиши врх је Инимнгеј 1.250 м. Знатна су налазишта руда калаја и волфрама, а има и златоносних руда. Највећим делом је под тундром. Становници су Чукчи и Ескими. Баве се ловом и риболовом. Највећа насеља су Провиђење на Беринговом мору и Узлен на Чукотском мору.
У Беринговом мореузу отприлике на пола пута између полуострва и полуострва Сјуард налазе се прилично мала Диомедова острва; западно је Велики Диомед, а источно Мали Диомед. Много веће острво Сент Лоренса на Аљасци се налази око 50 километара југоисточно од најјужније тачке полуострва.

## Историја
Историја Чукотке датира из доба палеолита. Полуострво је 1728. године именовао Витус Беринг према локалном становништву - Чукчима, који живе углавном на Чукотки.

### Чукотка у антици
У антици, вишеструка насељавања људи из Америке вршена су кроз Берингију. Најранија налазишта Чукотки су Ананајвем (пре око 8,4 хиљаде година) на рекама Ананајвем и Колењ IV (пре око 6 хиљада година) на језеру Колењ код села Уелен. Западно палео-ескимско налазиште је Ђавоља јаруга на Врангеловом острву. Артефакти пронађени на стрмим падинама јаруге датирају из 1750. године. п. н. е. 
ДНК анализа узорака са Уеленског гробља и Еквена (пре око 2 хиљаде година) показала је да је у генском фонду неоескимских култура Чукотке, поред древне палеосибирске основе, било око 30 посто палеоиндијске компоненте, која је пронађена код представника културе Кловис, што доказује обрнуту миграцију неоескима из Америке на територију крајњег североистока Азије.
У историјским временима, Чукчи се сматрају аутохтоним народом Чукотке, иако су сачували сећање на древније народе, шелаге и онкилоне, познате у 17. веку и руским истраживачима, али су касније нестали. Јуити и Јукагири (Анаули, Чуванци) такође су дуго живели на територији Чукотке. Важну улогу у успону Чука одиграло је узгој ирваса, који се ширио под индиректним утицајем самоједа.

### Односи између Чукотке и Руске империје
Први сукоб између Чука и Руса догодио се 1641. западно од данашње Чукотке на реци Јани. У то време, Чукчи су још увек били на технолошком нивоу каменог доба. У ствари, Чукотку су открили Руси 1648. године током експедиције Семјона Дежњова. Прво руско насеље био је Анадирски затвор основан 1649. године. У доба руске колонизације, Чукотка је припадала Јакутском војводству. Године 1778. закључен је званични мировни уговор са Чукчима, а већ је први вашар одржан 1788. на реци Бољшој Ањуј, близу ушћа њене притоке, реке Ангарке.

### Чукотка у саставу Руске империје
Године 1803. Чукотка је постала део Камчатске области Иркутске губерније (од 1856. до 1909. била је део Приморске области). Године 1909. Анадирски округ је постао део Камчатске области, док је део Анадирског округа трансформисан у Чукотски округ. Године 1922. Анадирски и Чукотски округ су ушли у састав Камчатске губерније.

### Чукотка у саставу СССР-а
У 20. веку формиран је Чукотски аутономни округ са престоницом у култној бази Чукотке, а од 1932. године у Анадиру.
Чукотски национални округ формиран је декретом Сверуског централног извршног комитета 10. децембра 1930. године „О организовању националних удружења у областима насељавања малих народа на северу“ као део Далекоисточне територије. Обухватао је следеће области: Анадир (центар Ново-Маринска, звани Анадир), источна тундра (центар Островноје), западна тундра (центар Нижњеколимск ), Марковски (центар Марково), Чаунски (центар у заливу Чаунскајa) и Чукотски (центар у Чукотској култној бази - селу Лоренс) и пренео следеће:
а) из региона Далеког истока Анадир и Чукотка у потпуности;
б) из Јакутске Аутономне Совјетске Социјалистичке Републике, територија источне тундре са границом дуж десне обале реке Алазеје и западне тундре, области средњег и доњег тока реке Омолон.
Приликом зонирања региона у октобру-новембру 1932. остављен је „у својим ранијим границама као самостални национални округ директно подређен региону“.
Дана 22. јула 1934. Сверуски централни извршни комитет одлучио је да Чукотски и Корјачки национални округ укључи у област Камчатке. Међутим, таква подређеност је била прилично формалне природе, јер је од 1939. до 1940. године територија округа била под јурисдикцијом Далстроја, који је вршио пуно административно и економско управљање на својим потчињеним територијама.
Дана 28. маја 1951, одлуком Президијума Оружаних снага СССР-а, округ је додијељен у директну потчињеност Хабаровској територији.
Од 3. децембра 1953. био је у саставу Магаданске области.
Од средине 1950-их почео је интензиван развој Чукотке са војним аеродромима и ваздушним базама, пошто је географски положај полуострва пружао најкраће време лета до Аљаске и северозападног дела Сједињених Држава, главна тачка авијације је наводно била „ Провиденија “.
1980. године, након усвајања закона РСФСР "О аутономним окрузима РСФСР" у складу са Уставом СССР-а из 1977. године, Чукотски национални округ постао је аутономан.

### Чукотски аутономни округ у Руској Федерацији
Дана 16. јула 1992. Чукотски аутономни округ се отцепио од Магаданске области и добио статус субјекта Руске Федерације.